# Gföhl
Gföhl – miasto w Austrii, w kraju związkowym Dolna Austria, w powiecie Krems-Land. Według Austriackiego Urzędu Statystycznego liczyło 3 685 mieszkańców (1 stycznia 2014).